# Röthenbach bei Herzogenbuchsee
Röthenbach bei Herzogenbuchsee is een plaats en voormalige gemeente in het Zwitserse kanton Bern, en maakt deel uit van het district Oberaargau. In 2009 ging Röthenbach bei Herzogenbuchsee op in de gemeente Heimenhausen.
- Gemeinsame Normdatei: 4533126-1
- Historisch woordenboek van Zwitserland: 000572
- Virtual International Authority File: 239639537